# Strzeżenica
Strzeżenica – struga na Pobrzeżu Koszalińskim, w woj. zachodniopomorskim, w powiecie koszalińskim. Istnieją dwie sporne wersje odcinków źródłowych strugi i względem ich długość cieku wynosi 14,8 lub 16,18 km. Powierzchnia zlewni wynosi 66,80 lub 77,63 km².

## Odcinek źródłowy
Istnieją dwie różne wersje odcinków źródłowych Strzeżenicy. Według Mapy Podziału Hydrologicznego Polski wydanej przez IMGW w Strzeżenica ma źródło przy zachodniej zabudowie wsi Parnowo (54°09′45″N 16°01′04″E/54,162500 16,017778), skąd biegnie w kierunku północnym i wsi Popowo. Następnie płynie na obszarze między Popowem a wsią Świercz. Potem wzdłuż drogi powiatowej do Mączna i przed zachodnią częścią zabudowy wsi Łekno przebiega pod drogą krajową nr 11, a następnie po ok. 250 m odbija na zachód i biegnie przy linii kolejowej nr 402. Odcinek ten jest oznaczany pod nazwami: Młyńska Struga i Struga Popowska. Według tej wersji Strzeżenica ma długość 14,80 km i obszar zlewni 66,80 km². Publikacja gminna podaje długość 14,8 km, z czego na odcinku 11 km jest uregulowana.
Z danych o przebiegu cieku pozyskanych od Zachodniopomorskiego Zarządu Melioracji i Urządzeń Wodnych (oddziału terenowego w Koszalinie) wynika, że Strzeżenica ma źródło na zachód od Wierzchominko (54°10′48″N 15°59′00″E/54,180000 15,983333). Dalej wije się w kierunku północnym i przepływa przy wschodniej części wsi Komory. Następnie przed drogą powiatową (Komory-Będzino) odbija na wschód i przebiega przez wieś Będzino, gdzie znowu skręca na północ i płynie przez środkową część tej wsi. Na południe pod wsią Będzinko przy drodze powiatowej (do Będzina) skręca na wschód. Za Będzinem zaczyna biec przy linii kolejowej nr 402, gdzie łączy się z tzw. Młyńską Strugą (inna wersja odcinka źródłowego). Porównując publikacje – Mapa Podziału Hydrologicznego Polski przedstawia ten odcinek pod nazwą dopływ z Będzina i włącza go (podzlewnia 4542) do zlewni rzeki Czerwonej, a nie zlewni jeziora Jamno. Mapa ta przedstawia, że wody przy Będzinku biegną na zachód (a nie wschód), a następnie uchodzą do Czerwonej.
Według tej wersji Strzeżenica ma długość 16,18 km i obszar zlewni 77,63 km².

## Dalszy przebieg

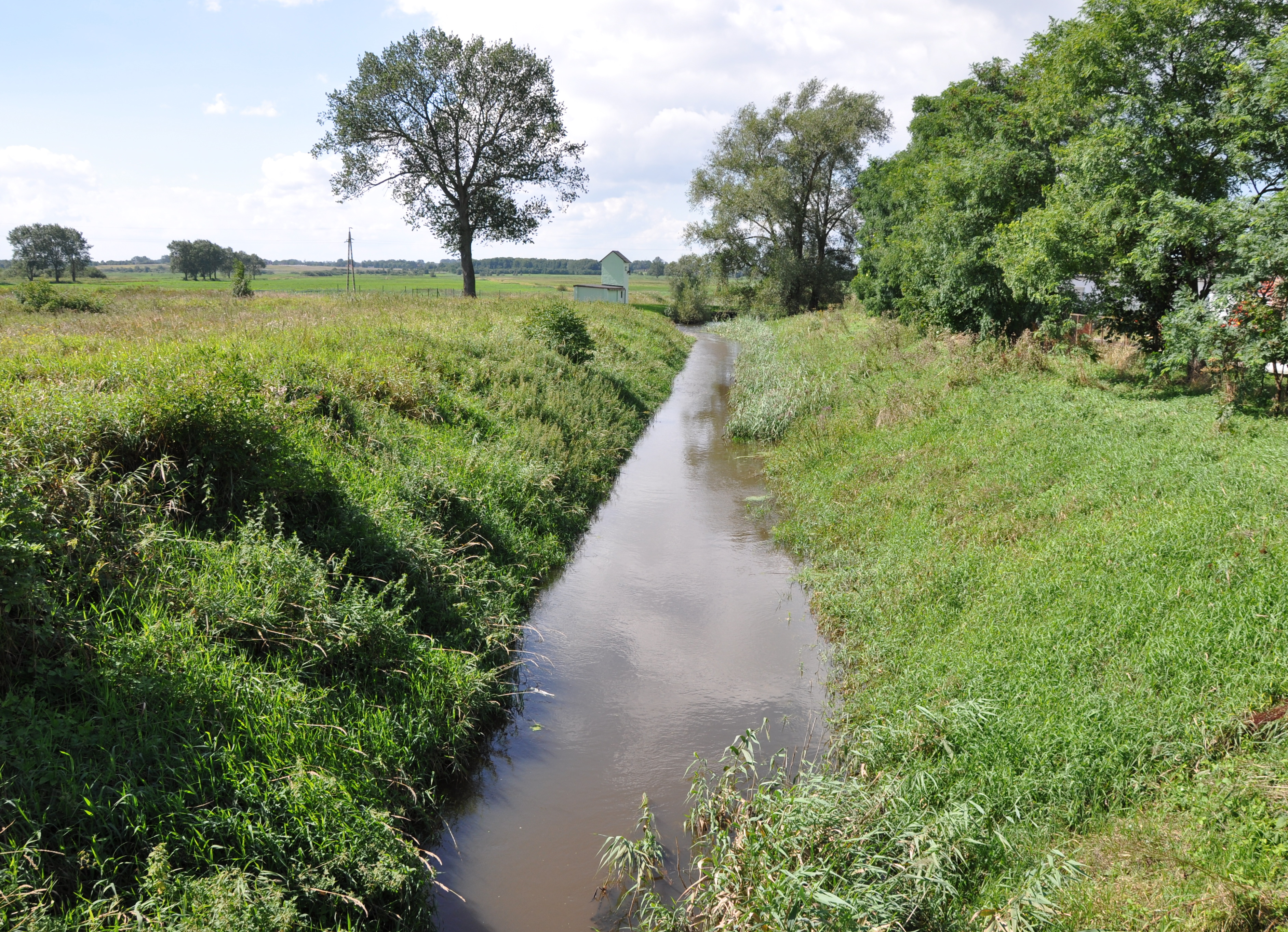
Struga we wsi Kazimierz Pomorski, za stacją pomp

Odcinek wzdłuż linii kolejowej nr 402 przy wsi Łekno, gdzie łączy się z obszarem rowów melioracyjnych jest już bezsporny. Strzeżenica przepływa przez wieś Kazimierz Pomorski, gdzie znajduje się stacja pomp przepompowująca wody z rowów melioracyjnych do strugi. W okolicy Kazimierza Pomorskiego struga odwadnia rozległe obniżenie wysłane torfem. Za Kazimierzem Pomorskim do Strzeżenicy uchodzi struga Reżka. Dalej płynie w kierunku zachodnim i północno-zachodnim przy wsi Strzeżenice, za którą odbiera od prawego brzegu strugę Strzeżkę.
Uchodzi do zachodniej zatoki jeziora Jamno między osadą Podamirowo a wsią Mielno.
Do 1945 r. poprzednią niemiecką nazwę było Streitzer Kanal. W 1948 r. wprowadzono urzędowo rozporządzeniem polską nazwę Strzeżenica.